# Lasiochlora maculosa
Lasiochlora maculosa är en fjärilsart som beskrevs av Louis Beethoven Prout 1915. Lasiochlora maculosa ingår i släktet Lasiochlora och familjen mätare. Inga underarter finns listade i Catalogue of Life.